# Omphale divina
Omphale divina är en stekelart som först beskrevs av Girault 1916.  Omphale divina ingår i släktet Omphale och familjen finglanssteklar. Inga underarter finns listade i Catalogue of Life.